# Quattro Giorni di Dunkerque 2007
La Quattro Giorni di Dunkerque 2007, cinquantatreesima edizione della corsa, si svolse in cinque tappe precedute da un cronoprologo iniziale dall'8 al 13 maggio 2007, per un percorso totale di 932,4 km. Fu vinta dal francese Matthieu Ladagnous che terminò la gara in 22h13'25".

## Tappe
| Tappa  | Data      | Percorso                         | km    | Vincitore di tappa | Leader cl. generale |
| ------ | --------- | -------------------------------- | ----- | ------------------ | ------------------- |
| Prol.  | 8 maggio  | Dunkerque                        | 9     | Bradley Wiggins    | Bradley Wiggins     |
| 1ª     | 9 maggio  | Dunkerque > Saint-Amand-les-Eaux | 190,8 | Piotr Zielinski    | David Boucher       |
| 2ª     | 10 maggio | Saint-Amand-les-Eaux > Caudry    | 184,9 | Mark Cavendish     | David Boucher       |
| 3ª     | 11 maggio | Arras > Arras                    | 199   | Gert Steegmans     | David Boucher       |
| 4ª     | 12 maggio | La Bassée > Cassel               | 175,7 | Matthieu Ladagnous | Dominique Cornu     |
| 5ª     | 13 maggio | Steenvoorde > Dunkerque          | 173   | Mark Cavendish     | Matthieu Ladagnous  |
| Totale | Totale    | Totale                           | 932,4 |                    |                     |

## Squadre e corridori partecipanti
| N.      | Cod. | Squadra                          |
| ------- | ---- | -------------------------------- |
| 1-8     | A2R  | AG2R Prévoyance                  |
| 11-18   | AST  | Astana                           |
| 21-28   | BTL  | Bouygues Télécom                 |
| 31-38   | CAN  | Canyon.com                       |
| 41-48   | COF  | Cofidis, le Crédit par Téléphone |
| 51-58   | C.A  | Crédit Agricole                  |
| 61-68   | FDJ  | Française des Jeux               |
| 71-78   | DVL  | Predictor-Lotto                  |
| 81-88   | QST  | Quick Step-Innergetic            |
| 91-98   | CSC  | Team CSC                         |
| 101-107 | MRM  | Team Milram                      |
| 111-118 | TMO  | T-Mobile Team                    |

| N.      | Cod. | Squadra                        |
| ------- | ---- | ------------------------------ |
| 121-128 | AGR  | Agritubel                      |
| 131-138 | JAC  | Chocolade Jacques-Topsport Vl. |
| 141-148 | DFL  | DFL-Cyclingnews-Litespeed      |
| 151-158 | LAN  | Landbouwkrediet-Tönissteiner   |
| 161-167 | NIC  | Navigators Insurance           |
| 171-178 | SKS  | Skil-Shimano                   |
| 181-188 | TSL  | Team Slipstream                |
| 191-198 | WIE  | Team Wiesenhof-Felt            |
| 201-208 | TEN  | Tenax-Salmilano                |
| 211-218 | AUB  | Auber 93                       |
| 221-228 | BRE  | Bretagne-Armor Lux             |
| 231-238 | RLM  | Roubaix-Lille Métropole        |

## Dettagli delle tappe

### Prologo
- 8 maggio: Dunkerque – Cronometro individuale – 9 km

Risultati
| Pos. | Corridore       | Squadra         | Tempo  |
| ---- | --------------- | --------------- | ------ |
| 1    | Bradley Wiggins | Cofidis         | 10'39" |
| 2    | William Bonnet  | Crédit Agricole | a 12"  |
| 3    | Sébastien Joly  | F. des Jeux     | a 26"  |

| Pos. | Corridore       | Squadra         | Tempo  |
| ---- | --------------- | --------------- | ------ |
| 1    | Bradley Wiggins | Cofidis         | 10'39" |
| 2    | William Bonnet  | Crédit Agricole | a 12"  |
| 3    | Sébastien Joly  | F. des Jeux     | a 26"  |

### 1ª tappa
- 9 maggio: Dunkerque > Saint-Amand-les-Eaux – 190,8 km

Risultati
| Pos. | Corridore       | Squadra       | Tempo    |
| ---- | --------------- | ------------- | -------- |
| 1    | Piotr Zielinski | Bretagne      | 4h33'17" |
| 2    | David Boucher   | Landbouwkred. | s.t.     |
| 3    | Mark Cavendish  | T-Mobile Team | s.t.     |

| Pos. | Corridore      | Squadra         | Tempo    |
| ---- | -------------- | --------------- | -------- |
| 1    | David Boucher  | Landbouwkred.   | 4h44'17" |
| 2    | William Bonnet | Crédit Agricole | a 9"     |
| 3    | Lars Bak       | Team CSC        | a 25"    |

### 2ª tappa
- 10 maggio: Saint-Amand-les-Eaux > Caudry – 184,9 km

Risultati
| Pos. | Corridore      | Squadra       | Tempo    |
| ---- | -------------- | ------------- | -------- |
| 1    | Mark Cavendish | T-Mobile Team | 4h21'02" |
| 2    | Gert Steegmans | Quick Step    | s.t.     |
| 3    | Roger Hammond  | T-Mobile Team | s.t.     |

| Pos. | Corridore      | Squadra         | Tempo    |
| ---- | -------------- | --------------- | -------- |
| 1    | David Boucher  | Landbouwkred.   | 9h05'19" |
| 2    | William Bonnet | Crédit Agricole | a 7"     |
| 3    | Lars Bak       | Team CSC        | a 25"    |

### 3ª tappa
- 11 maggio: Arras > Arras – 199 km

Risultati
| Pos. | Corridore         | Squadra    | Tempo    |
| ---- | ----------------- | ---------- | -------- |
| 1    | Gert Steegmans    | Quick Step | 4h41'11" |
| 2    | Staf Scheirlinckx | Cofidis    | s.t.     |
| 3    | Cristian Murro    | Tenax      | a 2"     |

| Pos. | Corridore        | Squadra         | Tempo     |
| ---- | ---------------- | --------------- | --------- |
| 1    | William Bonnet   | Crédit Agricole | 13h46'55" |
| 2    | Lars Bak         | Team CSC        | a 25"     |
| 3    | Jimmy Engoulvent | Crédit Agricole | a 26"     |

### 4ª tappa
- 12 maggio: La Bassée > Cassel – 175,7 km

Risultati
| Pos. | Corridore          | Squadra       | Tempo    |
| ---- | ------------------ | ------------- | -------- |
| 1    | Matthieu Ladagnous | F. des Jeux   | 4h33'31" |
| 2    | Baden Cooke        | Unibet.com    | s.t.     |
| 3    | Pierrick Fédrigo   | Bouygues Tél. | s.t.     |

| Pos. | Corridore          | Squadra         | Tempo     |
| ---- | ------------------ | --------------- | --------- |
| 1    | Dominique Cornu    | Predictor-Lotto | 18h20'56" |
| 2    | Matthieu Ladagnous | F. des Jeux     | s.t.      |
| 3    | Laurent Lefevre    | Bouygues Tél.   | a 9"      |

### 5ª tappa
- 13 maggio: Steenvoorde > Dunkerque – 173 km

Risultati
| Pos. | Corridore           | Squadra       | Tempo    |
| ---- | ------------------- | ------------- | -------- |
| 1    | Mark Cavendish      | T-Mobile Team | 3h52'33" |
| 2    | Erik Zabel          | Team Milram   | s.t.     |
| 3    | Matthew Harley Goss | Team CSC      | s.t.     |

| Pos. | Corridore          | Squadra         | Tempo     |
| ---- | ------------------ | --------------- | --------- |
| 1    | Matthieu Ladagnous | F. des Jeux     | 22h13'25" |
| 2    | Laurent Lefevre    | Bouygues Tél.   | a 13"     |
| 3    | Dominique Cornu    | Predictor-Lotto | a 14"     |

## Evoluzione delle classifiche
| Tappa              | Vincitore          | Classifica generale Maglia rosa | Classifica a punti Maglia verde | Classifica montagna Maglia a pois | Classifica giovani Maglia bianca | Classifica a squadre |
| ------------------ | ------------------ | ------------------------------- | ------------------------------- | --------------------------------- | -------------------------------- | -------------------- |
| Prol.              | Bradley Wiggins    | Bradley Wiggins                 | non assegnata                   | non assegnata                     | William Bonnet                   | Cofidis              |
| 1ª                 | Piotr Zielinski    | David Boucher                   | David Boucher                   | Piotr Zielinski                   | William Bonnet                   | Crédit Agricole      |
| 2ª                 | Gert Steegmans     | David Boucher                   | Mark Cavendish                  | Gabriele Bosisio                  | William Bonnet                   | Crédit Agricole      |
| 3ª                 | Gert Steegmans     | William Bonnet                  | Gert Steegmans                  | Sébastien Rosseler                | William Bonnet                   | Crédit Agricole      |
| 4ª                 | Matthieu Ladagnous | Dominique Cornu                 | Mark Cavendish                  | Bert Roesems                      | Dominique Cornu                  | Team CSC             |
| 5ª                 | Mark Cavendish     | Matthieu Ladagnous              | Mark Cavendish                  | Bert Roesems                      | Matthieu Ladagnous               | Team CSC             |
| Classifiche finali | Classifiche finali | Matthieu Ladagnous              | Mark Cavendish                  | Bert Roesems                      | Matthieu Ladagnous               | Team CSC             |

## Classifiche finali

### Classifica generale - Maglia rosa
| Pos. | Corridore          | Squadra       | Tempo     |
| ---- | ------------------ | ------------- | --------- |
| 1    | Matthieu Ladagnous | F. des Jeux   | 22h13'25" |
| 2    | Laurent Lefèvre    | Bouygues Tél. | a 13"     |
| 3    | Dominique Cornu    | Predictor     | a 14"     |
| 4    | Baden Cooke        | Unibet.com    | a 21"     |
| 5    | Piet Rooijakkers   | Skil-Shimano  | a 24"     |
| 6    | Lars Bak           | Team CSC      | a 26"     |
| 7    | Maarten Tjallingii | Skil-Shimano  | a 31"     |
| 8    | Sébastien Rosseler | Quick Step    | a 1'31"   |
| 9    | Yann Huguet        | Cofidis       | a 2'23"   |
| 10   | Steven Tronet      | Roubaix       | a 2'59"   |

### Classifica a punti - Maglia verde
| Pos. | Corridore          | Squadra       | Punti |
| ---- | ------------------ | ------------- | ----- |
| 1    | Mark Cavendish     | T-Mobile Team | 57    |
| 2    | Sebastian Siedler  | Milram        | 50    |
| 3    | Matthieu Ladagnous | F. des Jeux   | 40    |
| 4    | Matthew Goss       | Team CSC      | 39    |
| 5    | Baden Cooke        | Canyon.com    | 35    |

### Classifica scalatori
| Pos. | Corridore          | Squadra       | Punti |
| ---- | ------------------ | ------------- | ----- |
| 1    | Bert Roesems       | Predictor     | 12    |
| 2    | David Boucher      | Landbouwkred. | 12    |
| 3    | Sébastien Rosseler | Quick Step    | 12    |
| 4    | Piotr Zielinski    | Bretagne      | 9     |
| 5    | Pierrick Fédrigo   | Bouygues Tél. | 6     |

### Classifica giovani - Maglia bianca
| Pos. | Corridore          | Squadra         | Tempo     |
| ---- | ------------------ | --------------- | --------- |
| 1    | Matthieu Ladagnous | F. des Jeux     | 22h13'25" |
| 2    | Dominique Cornu    | Predictor       | a 11"     |
| 3    | Yann Huguet        | Cofidis         | a 2'23"   |
| 4    | Steven Tronet      | Roubaix         | a 2'59"   |
| 5    | William Bonnet     | Crédit Agricole | a 8'06"   |

### Classifica a squadre
| Pos. | Squadra               | Tempo     |
| ---- | --------------------- | --------- |
| 1    | Team CSC              | 66h50'04" |
| 2    | Française des Jeux    | a 7'56"   |
| 3    | Cofidis               | a 13'23"  |
| 4    | Crédit Agricole       | a 15'59"  |
| 5    | Quick Step-Innergetic | a 17'36"  |